# Hovnatan Avédikian
Hovnatan Avédikian, né le 2 mars 1981 à Courbevoie, est un acteur et metteur en scène français, d'origine arménienne.

## Biographie
Fils de l'acteur et cinéaste Serge Avédikian, il est issu d'une famille qui a fui le génocide arménien en 1915, il réalise sa première mise en scène Le Cercle de l'ombre autour de ce thème, avec la violoncelliste Astrig Siranossian .
En 2024, il incarne Misha Aznavourian dans Monsieur Aznavour de Mehdi Idir et Grand Corps Malade.
Parallèlement à son métier d’acteur, il enseigne l’art oratoire à Sciences Po Paris et Ponts et Chaussées .

## Filmographie

### Cinéma
- 1989 : J'ai bien connu le soleil - À André de Richaud (court-métrage)- S. Avedikian
- 2001 : L'Arpenteur de Michel Klein et Sarah Leonor, Prix Jean Vigo 2002[4], Prix d'Interprétation Masculine et Prix du Jury Presse au Festival Côté court de Pantin 2002)
- 2003 : Le Lac et la Rivière de Michel Klein et Sarah Leonor
- 2002 : Deux de Werner Schroeter, sélection officielle Quinzaine des Réalisateurs - Cannes 2002
- 2005 : Un beau matin (court-métrage d'animation/la voix du narrateur ) de Serge Avédikian
- 2005 : Regarde moi d'Unglee, dispositif vidéo Maison européenne de la photographie (court-métrage)
- 2009 : C'est l'homme de Noël Herpe (moyen métrage)
- 2011 : Un mauvais père de Tigrane Avédikian (court-métrage)
- 2013 : The Cut de Fatih Akin
- 2018 : Les Grands Squelettes de Philippe Ramos
- 2019 : Je vois d'Akaki Popkhadze (court-métrage)
- 2020 : Forte de Katia Lewkowicz
- 2020 : Epaï (film) d'Arthur Savall-Aprosio et Loïc Wendling (court-métrage)
- 2021 : Demain nous serons guéris  de David Ayala
- 2022 : L’écho du lac d'Arnaud Khayadjanian (court-métrage)
- 2023 : Monsieur Aznavour de Mehdi Idir et Grand Corps Malade
- 2024 : Le pays d’Arto de Tamara Stepanyan

### Télévision
- 2001 : Louis Page : Prisonniers du silence - Chantal Picault
- 2003 : Nuit de la Saint-Barthélémy - Christian Romanowski
- 2004 : Les Gardiens de Rome - Robert Kechichian
- 2010 : Xanadu épisode 3 - Podz et Jean-Philippe Amar
- 2010 : Plus belle la vie : Pablo Stella
- 2011 : Julie Lescaut épisode Prisonnière - Christian Bonnet
- 2015 : Boulevard du Palais - Christian Bonnet
- 2023 : La recrue d'Alexandre Coffre

### Doublage
- 2023 : Wild Hearts : ?[5]
- 2024 : Anora de Sean Baker rôle Garnick

## Radio
- 2019 : Susan Travers de Vincent Hazard France Inter
- 2018 : Jack l'éventreur : La contre-enquète  de Stéphane Michaka France Inter
- 2005 : Regarde moi de Unglee, pièce radiophonique France Culture
- 2004 : La Chatouille et le miroir et À peine on s'est croisé de Roland Dubillard, pièce radiophonique France Culture

## Théâtre
- 2024 : la grande Ourse, Penda Diouf,  MC93 Bobigny
- 2024 : Missak et Melinée Manouchian ,Mémorial de la Shoah , Théâtre de la ville, Paris
- 2022 : Parole de Qohelet creation , Notre Dame du cap Lihou, Granville
- 2021-2022 : Voyage à Zurich mise en scène Franck Berthier, Théâtre de Bonlieu, Annecy
- 2020-2021 : Baie des Anges de (Serge Valletti), Théâtre du Rond-Point , Semiramis Production
- 2018-2019 : Europa (esperanza), d'après des écrits d´Aziz Chouaki, Théâtre de la Manufacture des Abbesses, Antisthène Production
- 2017 : Esperanza de Aziz Chouaki, Festival Avignon 2017 au Théâtre des Halles
- 2016-2017 : Baie des Anges de Serge Valletti, Festival d'Avignon 2017 au théâtre 11 • Gilgamesh Belleville
- 2016 : Esperanza de Aziz Chouaki, création au Théâtre National de Nice[6]
- 2015/2016 : Hov Show de Irina Brook au Théâtre National de Nice
- 2015 : Le Cercle de l'ombre d'après Franz Werfel, Théâtre National de Nice
- 2010-2013 : Tempête ! (d'après Shakespeare) de Irina Brook, Bouffes du Nord-Festival de Spoleto, Italie
- 2013 : L'île des esclaves (Marivaux) de Irina Brook, Festival de Spoleto, Italie
- 2012 : Tout un homme de Jean-Paul Wenzel (tournée), Théâtre Nanterre-Amandiers - théâtre de la Manufacture
- 2011 : Ubu Roi (Alfred Jarry) de Pierre Pradinas- théâtre de l'Union à Limoge
- 2011 : En attendant le songe (William Shakespeare) de Irina Brook, théâtre de Paris
- 2009 : Jules César (Shakespeare) de Frederic Jessua, Théâtre 14
- 2009-2010 : L'Odyssée (Création collective) de Irina Brook, Théâtre du Lucernaire et tournée
- 2008 : En attendant le songe (d'après Shakespeare) de Irina Brook, Bouffes du Nord et en tournée international
- 2007 : Œdipe à colonne (Sophocle}) de Roger Planchon, Parme/Turin/Villeurbanne
- 2007 : Le Misanthrope (Molière), Théâtre Marcelin Berthelot à Montreuil
- 2007 : Papiers d'Arménie ou sans retour possible, Parvis des Arts à Marseille et en tournée
- 2006 : L'exilé de Capri de Jacques Rosner, Moscou, Saint-Pétersbourg, et Espace Cardin, Paris
- 2005 : Dom Juan (Molière) de Guy Freixe, 49 dates aux Fêtes Nocturnes du Château de Grignan et en tournée
- 2004 : Madame fait ce qu'elle dit (Roland Dubillard) de Werner Schroeter
- 2004 : Si Camille me voyait de Maria Machado, Théâtre du Rond-Point, Festival d'Avignon, au Théâtre du Chêne Noir
- 2003-2004 : Dog Face Thomas Middleton et William Rowley - Dan Jemmett, théâtre des Abbesses et en tournée
- 2002 : Martin Luther King, La force d'aimer (H. Graïa) - Hammou Graïa, assistant à la mise en scène, théâtre du Lavoir Moderne Parisien
- 2001-2002 : Une Odyssée (Jean-Claude Carrière d'après Homère) de Irina Brook, Théâtre de Sartrouville et en tournée
- La raison d'être de la littérature de Gao Xingjian, Serge Avedikian assistant Festival d'Avignon off, Théâtre des Halles

### Mise en scène
- 2022 : Parole de Qohelet création, extrait de l’Ancien Testament, Festival Mission on the Roc, Notre Dame du Cap Lihou
- 2021 : Baie des Anges de (Serge Valletti), Théâtre du Rond-Point , Semiramis Production
- 2018 : Esperanza Variation extrait d'écrits de (Aziz Chouaki), Théâtre du Temps , Anthistène Production
- 2017 : Esperanza (Aziz Chouaki), Festival d'Avignon, Théâtre Des Halles
- 2016/2017 : Baie des Anges (Serge Valletti), sur une idée de Faramarz Khalaj, Théâtre de Grasse / Festival d'Avignon au théâtre 11 • Gilgamesh Belleville
- 2016 : Esperanza (Aziz Chouaki), Théâtre national de Nice[7]
- 2016 : Baie des anges (Serge Valletti), sur une idée de Faramarz Khalaj, Théâtre de Grasse[8]
- 2015 : Le cercle de l'ombre (Franz Werfel), Théâtre National de Nice

## Doublage
- 2024 : Anora : Garnyck (Vache Tovmasyan)